# Ranunculus vertumnaliformis
Ranunculus vertumnaliformis är en ranunkelväxtart som beskrevs av Dunkel. Ranunculus vertumnaliformis ingår i släktet ranunkler, och familjen ranunkelväxter. Inga underarter finns listade i Catalogue of Life.